# آرفنگ دافه
آرفنگ دافه (به انگلیسی: Arfang Daffé) (زاده ۲۴ ژوئن ۱۹۹۱) بازیکن فوتبال اهل سنگال است که در پست مهاجم بازی می‌کند.

## دوران حرفه‌ای
دافه محصول آکادمی باشگاه Diambars است. او در سال ۲۰۱۱ به تیم اتلتیکو مادرید بی پیوست اما پس از مصدومیتش دوباره به Diambars بازگشت.

### پیکان تهران
وی در اوت سال ۲۰۱۷ با قراردادی یک ساله به باشگاه فوتبال پیکان تهران پیوست.